# 達爾文-威治伍德家族
達爾文-威治伍德家族（英語：Darwin-Wedgwood family），是英國一個顯要的家族。源自伊拉斯謨斯·達爾文，一位醫生與詩人；以及被稱為陶瓷之父的約書亞·威治伍德。最為著名的成員則是提出自然選擇理論的查爾斯·達爾文。此外家族中至少有10人是英國皇家學會的成員，並且擁有多位科學家、實業家、藝術家與詩人。本家族包括了一些其他姓氏的成員，如法蘭西斯·高爾頓；與經濟學家約翰·梅納德·凱恩斯之凱恩斯家族也有姻親關係。

## 世系图

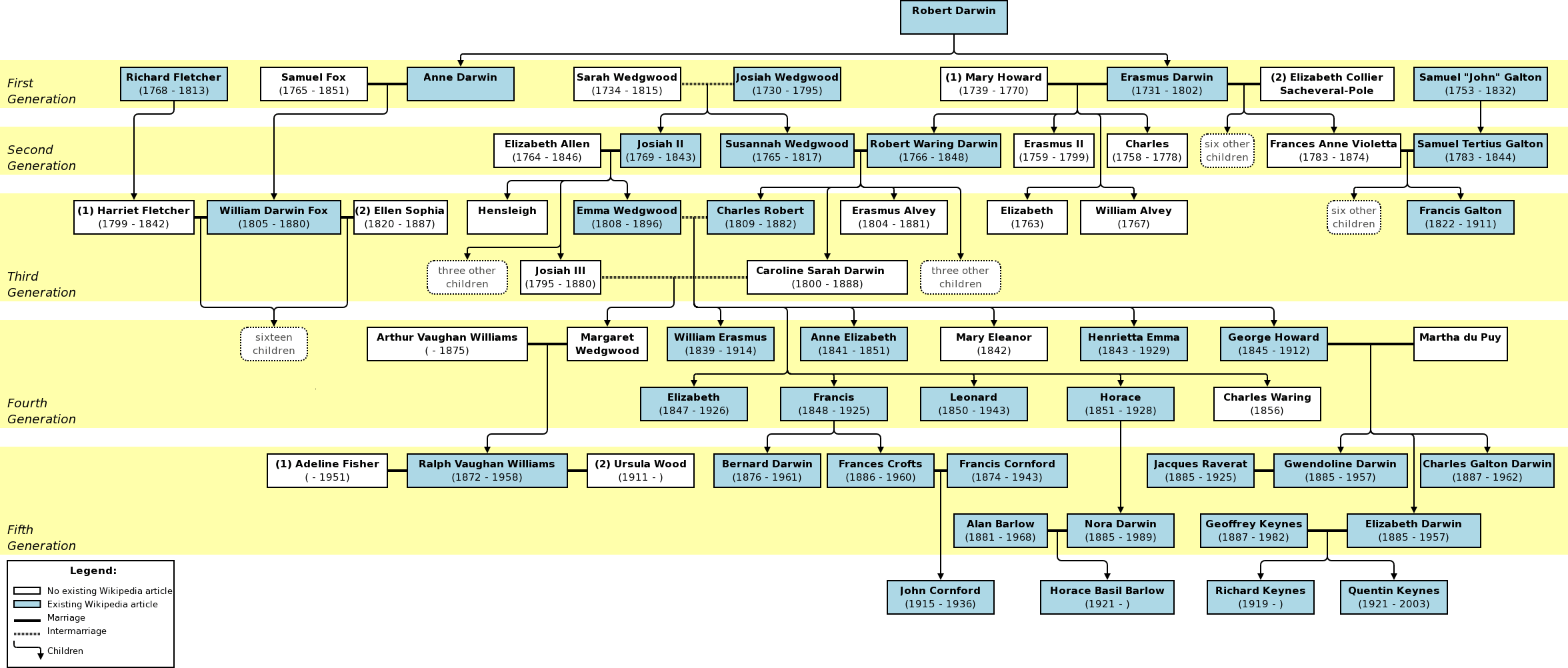
達爾文、威治伍德與高爾登家族的世系图，圖中並不包括所有家族成員，因為一個家族可能有數百人。藍色為英文維基百科已收錄的人物。

## 第一代

### 約書亞·威治伍德

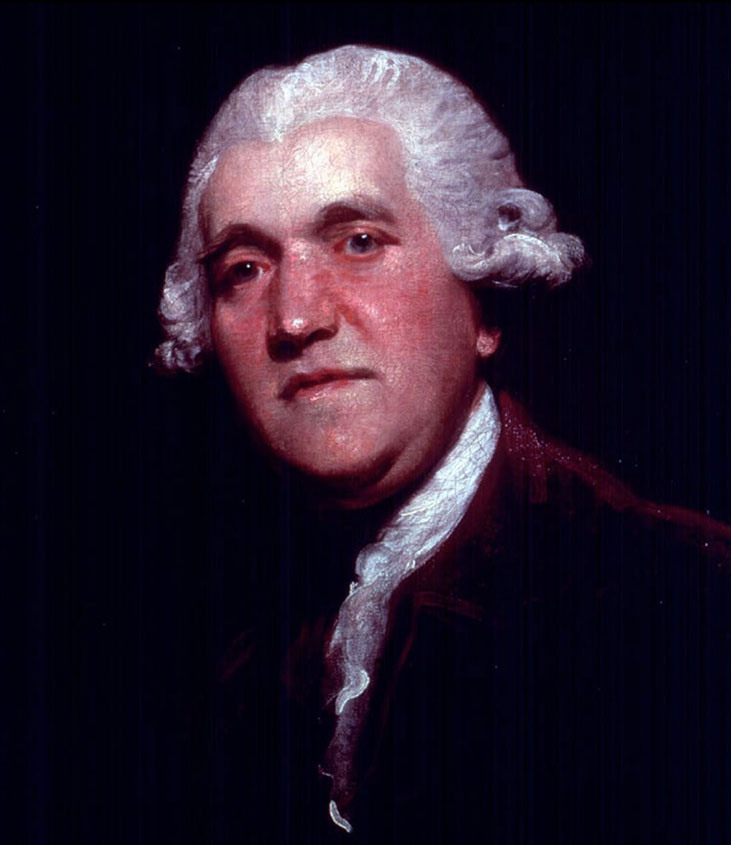
約書亞·威治伍德

約書亞·威治伍德（Josiah Wedgwood、1730—1795）是一位著名的陶藝家、威治伍德瓷器的創立者，也是伊拉斯謨斯·達爾文的朋友。在1780年，約書亞·威治伍德長期的商業夥伴湯瑪斯·班特利（Thomas Bentley）去世之後，他開始向他的朋友伊拉斯謨斯·達爾文尋求商業上的幫助，從此以後開始了達爾文與威治伍德兩個家族的密切關係。
約書亞的一位女兒蘇珊娜（Susannah），嫁給了伊拉斯謨斯的兒子羅伯特·達爾文。而羅伯特的其中一位兒子查爾斯·達爾文，娶了約書亞的孫女艾瑪（Emma）。
羅伯特繼承了約書亞的財產，使查爾斯·達爾文得以選擇研究博物學作為職志。而查爾斯的研究，更成為演化學的開端。不久之後，來自艾瑪的家產繼承，使達爾文家族更加富裕。
約書亞·威治伍德娶沙拉·威治伍德（Sarah Wedgwood、1734—1815），他們共生了7個孩子：
- 約書亞·威治伍德二世（Josiah Wedgwood II、1769-1843）。
- 蘇珊娜·威治伍德（Susannah Wedgwood、1765-1817），婚後改姓達爾文。
- 湯瑪斯·威治伍德（Thomas Wedgwood、1771-1805）。

### 伊拉斯謨斯·達爾文

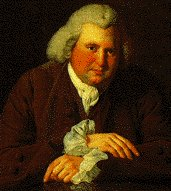
伊拉斯謨斯·達爾文。

伊拉斯謨斯·達爾文（Erasmus Darwin、1731—1802）是一位來自李奇菲爾德（Lichfield）的醫生、植物學家以及詩人。他寫了一些關於植物的長詩，並在詩中加入了一些醫學和博物學觀點。此外，詩中還出現了一些演化論觀念。他曾結過兩次婚，分別於1757年及1770年，第一次是與Mary Howard。

## 近親通婚情形
達爾文—威治伍德家族有許多近親結婚的情形發生。例如約書亞·威治伍德（Josiah Wedgwood）娶了他的遠房堂親沙拉·威治伍德。查爾斯·達爾文娶了他的表姊艾瑪·威治伍德（Emma Wedgwood）。查爾斯的姊姊卡洛琳·達爾文（Caroline Darwin），嫁給艾瑪的哥哥（同時也是卡洛琳的表兄弟）約書亞·威治伍德三世。其他還有更多表親結婚的例子。
表親結婚在19世紀的英國並非不正常的現象。缺乏交流或是為了將財產保留在家族中，都可能是近親結婚的原因。此外當時的人較有機會在表親中挑選異性作為結婚對象，因為19世紀的上層與中上階級的女性外出與男性見面必須有人跟隨保護。對女性更安全的方法就是讓她們不要離開家族。